# ツヤマグソタケ
ツヤマグソタケ（艶馬糞茸、学名: Panaeolus antillarum）は Galeropsidaceae科ヒカゲタケ属に属する糞や肥えた畑に生える白い小型のキノコ（菌類）。ジンガサタケモドキという別名がある。

## 分布
世界的に分布する。
腐生菌（腐生性）。春から秋にかけて、畑地の肥えた土や、牛馬の糞に、散生、群生する。

## 形態
子実体は傘と柄からなる。傘の径は2.5 - 4.5 センチメートル (cm) で、はじめ釣鐘形だが、のちに半球形に開くが平らになることはない。傘の表面は初め白っぽい薄茶色だが、のち成熟するとねずみ色になり、湿っているときはやや粘性があり、乾くと細かいひびわれができる。
傘裏のヒダははじめ暗褐色で、のちに古くなると黒色になり、やや密、柄に対して直生する。胞子は熟すとひだが黒くなる。
柄は高さ5.5 - 10 cmと細長い。はじめ肉が詰まっているがのちに空洞となる。柄の表面は白色から淡い黄褐色で、繊維状の縦線があり、白色の微毛に覆われ、ツバはない。

## 毒
毒成分としてシロシビン類が検出されている。誤食すると下痢や腹痛などの食中毒を起こす。またシロシビンは、頭痛、悪寒、平衡感覚の喪失、めまい、血圧降下、幻覚、精神錯乱、暴力など中枢神経系の中毒を起こす。このシロシビンはメキシコの原住民が宗教儀式に使っていたキノコなどに含まれている。中枢神経の視覚に関与するセロトニン受容体に作用し、これによって幻覚や精神錯乱を引き起こすと考えられている。しかし、含有量は低濃度である。

## 似ているキノコ
類似種の毒菌ジンガサタケ（Panaeolus semiovatus）は、本種ツヤマグソタケと同じような場所に発生し見た目もよく似るが、柄にツバがついている点が異なる。